# Quinn Cummings
Quinn Cummings (ur. 13 sierpnia 1967 w Los Angeles, Kalifornia) – amerykańska aktorka dziecięca, nominowana, w 1978 roku, do Oscara w kategorii Najlepsza aktorka drugoplanowa za rolę w filmie Herberta Rossa Dziewczyna na pożegnanie.
Przed kamerami zadebiutowała w 1975 roku, rolą w filmie telewizyjnym Big Eddie. W 1977 wybrana została do obsady filmu Dziewczyna na pożegnanie, jej partnerami byli m.in. Richard Dreyfuss oraz Marsha Mason. Rola ta przyniosła młodej aktorce, prócz sławy, liczne nagrody, m.in. najważniejsze: nominacje do Złotego Globu oraz Oscara. W chwili ogłoszenia nominacji Quinn Cummings, mająca zaledwie 10 lat i 6 miesięcy, była trzecią najmłodszą w historii aktorką nominowaną do tej nagrody. Młodsze były od niej w chwili ogłoszenia nominacji były tylko Tatum O’Neal (10 lat i 3 miesiące) oraz Mary Badham (10 lat i 4 miesiące).
W 1978 młoda gwiazda dołączyła do obsady emitowanego od dwóch sezonów serialu Family. W ciągu trzech lat wystąpiła w 36 odcinkach cyklu, zdobywając dwie nominacje (1980 oraz 1981-wygrana) do Nagrody Młodych. W 1991, gościnnym występem w serialu Blossom, Quinn Cummings zakończyła karierę aktorską. Świat usłyszał o niej ponownie w 2005 roku, za sprawą prowadzonego przez nią bloga na łamach którego, stojąc na pozycji trzydziestoletniej matki, komentowała amerykańską rzeczywistość.

## Filmografia
- 1983 Grandpa, Will You Run with Me?
- 1980 Opiekunka ... Tara Benedict
- 1978 - 1980 ... Annie Cooper
- 1977 Dziewczyna na pożegnanie ... Lucy McFadden
- 1975 Big Eddie ... Ginger Smith